# 陳蕃
陳 蕃（ちん はん、99年以前 - 168年）は、後漢の政治家。字は仲挙。汝南郡平輿県の人。子は陳逸。『後漢書』に伝がある。

## 生涯
祖父は河東太守の地位にあった。15歳のときに既に天下への志を有していた。郡に出仕し、孝廉となり、郎中になったが、母の喪のため官を退いた。喪があけると豫州刺史の周景に別駕従事として招かれたが、周景と意見があわなかったため、受けなかった。その後の官への誘いも断った。
太尉の李固からの招聘に応じ、議郎となり、楽安太守に転じた。楽安郡のある青州刺史は李膺であり、みな李膺の前では一歩引いていたが、陳蕃だけが堂々としていた。郡に周璆という高潔の士がいたが、陳蕃だけが交流することができた。豫章太守の時に徐稚という隠士を崇敬し陳蕃はもともと賓客を好まなかったのだが徐稚のためだけに椅子一脚をあつらえ、彼が帰るとその椅子を片付けたという。また、趙宣という人物が孝で評判であったが、陳蕃は趙宣が服喪期間中に5人の子をもうけていたことを咎め、かえって罪に下した。
大将軍梁冀は陳蕃の評判を聞き、使者に詐言を用いさせて陳蕃を招こうとしたが、陳蕃は使者を笞打ちにして殺した。陳蕃は左遷されたが、まもなく尚書となった。中央でも直言を止めなかったため、豫章太守に左遷された。豫章でも高潔で人を寄せ付けない性格は変わらなかった。まもなく尚書令として中央に復帰した。
その後、大鴻臚となったが、白馬県令の李雲が直諫して桓帝の不興を買って誅殺されそうになると、陳蕃は李雲を弁護して免職となった。
田舎に戻っていたが、議郎として再び召しだされ、光禄勲となった。封賞の濫発や狩猟遊びの流行を厳しく諌めたが容れられなかった。五官中郎将の黄琬と共に選挙を掌ったが、権力者におもねることをしなかったため、讒言を受け免職となった。
尚書僕射として復帰、太中大夫となり、やがて楊秉の後任の太尉となった。陳蕃は固辞したものの許されなかった。
河南尹となっていた李膺らが宦官と対立し弾圧を加えられると（党錮の禁）、陳蕃は李膺らを擁護し、諫言を続け、ついに免職された。
皇后鄧猛女が桓帝に廃位された後、陳蕃は竇妙（大将軍の竇武の娘）の出自の高さを理由に、竇妙を新たな皇后に推した。桓帝が崩御すると、陳蕃は皇太后となった竇妙に召され、太傅・録尚書事に任じられる。桓帝の後継として劉宏（霊帝）を迎え竇武と協力し政治を執った。侯覧・曹節といった宦官勢力を除こうとするが、宦官勢力の逆襲を受け竇武は誅殺され、陳蕃は仲間を80人ほど連れて抗議のため参内し宦官の王甫を罵倒しつつ捕縛された。投獄されると即刻殺害された。年齢は70を超えていたという。
子の陳逸は陳蕃の友人の朱震に匿われ、後に冀州刺史の王芬の霊帝廃立計画に参加している。

## 参考資料
- 後漢書/卷66（ウィキソース中国語版）